# Ivo Ćipiko
Ivo Ćipiko (* 13. Januar 1869 in Kaštel Novi; † 23. September 1923 ebenda) war ein serbisch-katholischer Schriftsteller.

## Leben
Ćipiko entstammte einer alten dalmatinischen Patrizierfamilie, die Kaštel Novi einst gegründet hatte. Der Ort liegt an der adriatischen Küste in der Nähe von Split. Als Schriftsteller schilderte er zwar hauptsächlich seine heimatliche Welt Dalmatien, da er sich aber der Serbisch-Orthodoxen Kirche und der serbischen Sprache zugewandt hatte, gilt er als Vertreter der serbischen Literatur, genauer des serbischen Realismus. Der Wandel der alten patriarchalischen Verhältnisse Dalmatiens und Serbiens in der modernen Zeit ist Thema seiner Werke. Er schrieb vorwiegend Prosa, daneben auch Memoiren und journalistische Arbeiten. Als Hauptwerk gilt der sozialkritische Roman „Spinnen“ (Pauci).

## Werke
- Primorske duše, 1899
- Sa jadranskih obala, 1900
- Sa ostrva, Erzählungen 1903
- Za kruhom, Roman 1904
- Pauci, Roman 1909
- Kraj mora, 1911
- Preljub, 1914
- Na Granici, Drama
- Volja naroda, Drama
- Utisci iz rata
- Na pomolu
- Iz ratnih dana, 1912–1917
- Iz solunskih borbi
- Iz ratnog dnevnika
- Sabrana dela 1–4, Gesammelte Werke 1951
- Der Zusammenstoß, Erzählung, dt. 1940